# Охойская, Янина
Янина Мария Охойская-Оконьская (пол. Janina Maria Ochojska-Okońska, родилась 12 марта 1955 в Гданьске) — польская общественная деятельница, президент Польской гуманитарной акции, астроном.

## Биография
Янина окончила I общеобразовательный лицей в Забже. Окончила Университет Николая Коперника в Торуне, до 1984 года работала в Институте астрофизики Польской академии наук (Астрономический центр имени Николая Коперника в Торуни). Занималась также душпастырской деятельностью при иезуитской академии в Торуни. С 1970-х годов Янина Охойская сотрудничала с польскими диссидентами и помогала библиотеке Антония Ставиковского. Состояла в движении «Солидарность», во время военного положения работала в самиздате и помогала лицам, пострадавшим от действий властей.
Янина является инвалидом детства, её диагноз — полиомиелит. Янина проходила лечение в Институте для детей-инвалидов, её врачом был доктор Лех Веруш. В 1984 году она была доставлена во Францию для операции, где и узнала об идее гуманитарной помощи. Она начала работать волонтёром для фонда EquiLibre и установила контакты для оказания гуманитарной помощи гражданам Польши. С 1992 года она организовала поставку гуманитарной помощи жертвам войны в Югославии, а в 1994 году основала Польскую гуманитарную акцию, став её президентом.
С 1996 года она замужем за Михалом Оконьским, журналистом из «Tygodnik Powszechny». В 2000 году было издано интервью Войцеха Боновича с Яниной Охойской «Небо для других» (пол. Niebo to inni), в 2015 году — интервью Мажены Здановской «Мир по Янке» (пол. Świat według Janki).
В 2019 году избрана в Европарламент 9-го созыва с 1-го места в списке комитета Европейской коалиции (как беспартийный кандидат, рекомендованный «Гражданской платформой») по округу № 12, охватывающем Нижнесилезское и Опольское воеводства (получила 307 227 голосов). На выборах 2020 года поддерживала Шимона Головню. Во второй половине 2020 года заявила, что ей удалось побороть рак.

## Награды

### Ордена
- Командор Ордена Возрождения Польши (за выдающиеся достижения в деятельности по построению гражданского общества, за достижения в интересах страны и социальной работы, 2011)[5]
- Почётный знак «Bene Merito» (2009)[6]
- Кавалер ордена Почётного легиона (2003, Франция)[1]
- Кавалер ордена Звезды итальянской солидарности (2006, Италия)[7]

### Медали и премии
- «Женщина Европы» (Евросоюз, 1994)[1]
- Медаль святого Георгия от журнала «Tygodnik Powszechny» (1994)
- Pax Christi International Peace Award (1995)[1]
- Atsushi Nakata Memorial (Япония, 1996)[1]
- Премия Яна Карского (США, 2002)[1]
- Премия Польской академии знаний имени Эразма и Анны Ежмановских (2009)[8]
- Награда Леха Валенсы (2010)[9]
- «Почётная жемчужина польской экономики» (2010)[10]
- Орден «Ecce Homo»
- Орден Улыбки[11]
- «Женщина года» по версии ежемесячного издания «Twój Styl»[12]